# I'm Only a Man
I'm Only a Man é o terceiro álbum de estúdio da banda Emery, lançado em 2007.

## Faixas
| #   | Título                                                        | Duração |
| --- | ------------------------------------------------------------- | ------- |
| 1.  | "Rock-N-Rule"                                                 | 3:38    |
| 2.  | "The Party Song"                                              | 3:31    |
| 3.  | "World Away"                                                  | 3:38    |
| 4.  | "After The Devil Beats His Wife"                              | 4:31    |
| 5.  | "Can't Stop The Killer"                                       | 3:32    |
| 6.  | "Story About a Man With a Bad Heart"                          | 3:28    |
| 7.  | "Don't Bore Us, Get To The Chorus"                            | 3:33    |
| 8.  | "What Makes a Man a Man"                                      | 4:24    |
| 9.  | "The Movie Song"                                              | 3:09    |
| 10. | "You Think You're Nickel Slick (But I Got Your Penny Change)" | 3:45    |
| 11. | "From Crib To Coffin"                                         | 10:44   |